# Hoche (metrostation)
Hoche is een metrostation in Parijs. De gemeente is Pantin, in de banlieue van Parijs. Het metrostation ligt net buiten Parijs zelf. Metrolijn 5 komt langs metrostation Hoche. Het station werd geopend in 1942. Het ligt onder de avenue Jean Lolive, op de plaats waar deze avenue en de rue Hoche elkaar kruisen.
Het metrostation is naar de rue Hoche genoemd. Generaal Lazare Hoche (1768-1797) was op 25-jarige leeftijd commandant van het Armée de la Moselle, waarmee hij in Wœrth de Oostenrijkers versloeg. In een nis van het perron richting Bobigny staat een buste van hem.

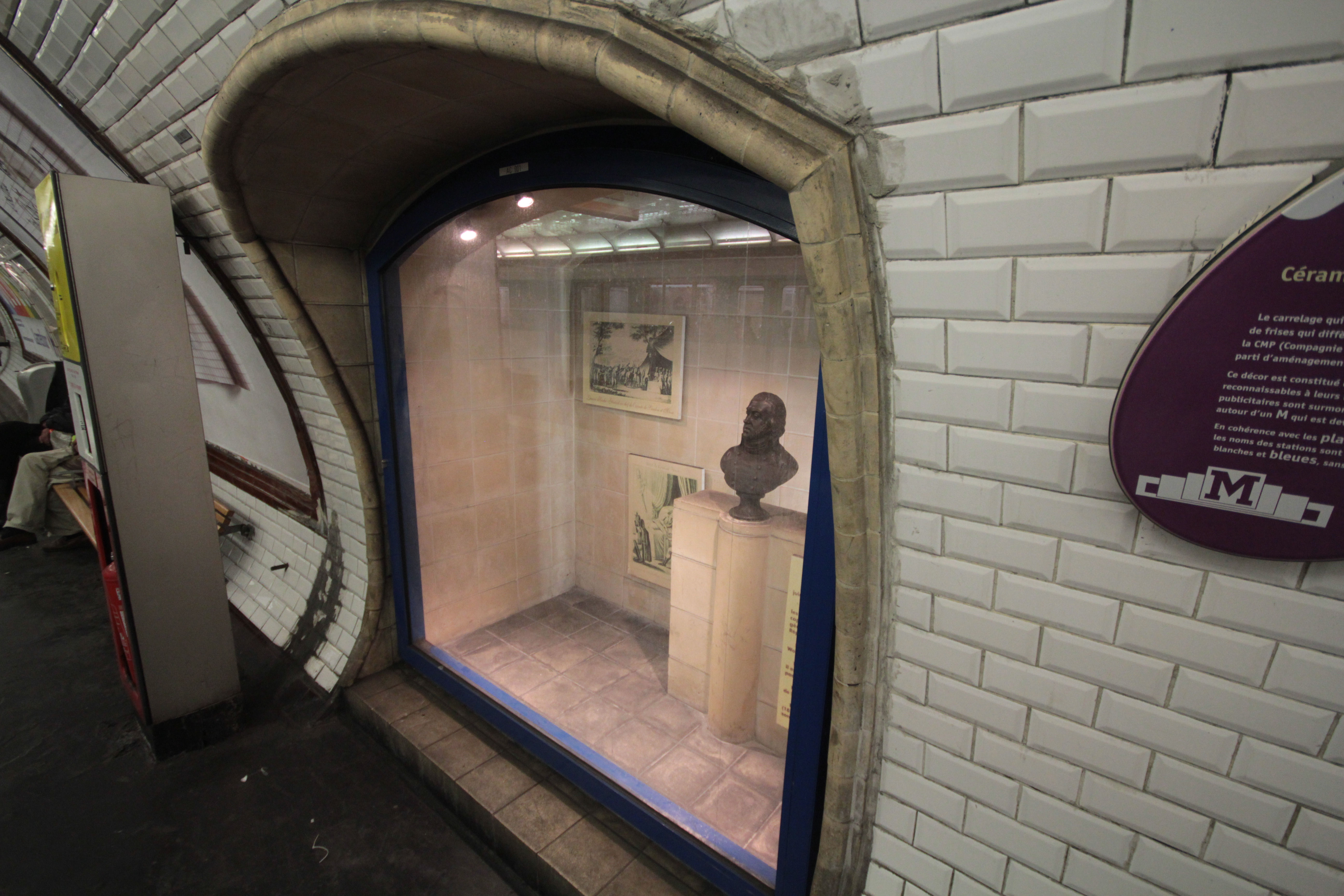
de buste van Hoche

Bobigny - Pablo Picasso · 
Bobigny - Pantin - Raymond Queneau · 
Église de Pantin · 
Hoche · 
Porte de Pantin · 
Ourcq · 
Laumière · 
Jaurès · 
Stalingrad · 
Gare du Nord · 
Gare de l'Est · 
Jacques Bonsergent · 
République · 
Oberkampf · 
Richard-Lenoir · 
Bréguet - Sabin · 
Bastille · 
Quai de la Rapée · 
Gare d'Austerlitz · 
Saint-Marcel · 
Campo-Formio · 
Place d'Italie